# Francisco del Rosario Sánchez

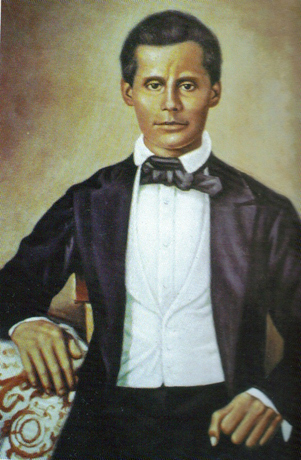
Francisco del Rosario Sánchez

Francisco del Rosario Sánchez (* 9. März 1817 in Santo Domingo; † 4. Juli 1861 in San Juan de la Maguana) war ein dominikanischer Politiker und gilt als einer der Gründungsväter der Dominikanischen Republik.

## Leben
Sánchez studierte in seiner Jugend Latein und Philosophie bei Nicolás Lugo und später bei dem aus Peru stammenden Pater Gaspar Hernández. Er lernte in dieser Zeit Juan Pablo Duarte kennen und gründete mit diesem und Ramon Mella 1838 La Trinitaria, eine Geheimorganisation, die sich für die Unabhängigkeit Hispaniolas von Spanien einsetzte.
Am 27. Februar 1844 war er derjenige, der die Proklamation der Gründung der Dominikanischen Republik verlas. Kurze Zeit leitete er die provisorische Regierung, die Junta Central Gubernativa, der Republik, bis er von Tomás Bobadilla abgelöst wurde. Als Pedro Santana Präsident der Dominikanischen Republik wurde, musste Sánchez ebenso wie Duarte und Mella ins Exil gehen. Ein Dekret von dessen Nachfolger Manuel Jiménez ermöglichte ihm 1849 die Rückkehr in die Dominikanische Republik. 1859 zwangen seine Differenzen mit Pedro Santana, der zu dieser Zeit zum vierten Mal die Präsidentschaft innehatte, Sánchez erneut ins Exil.
Dort setzte er sich gegen die drohende erneute Annexion der Dominikanischen Republik durch Spanien ein. Drei Monate nach der erfolgten Annexion 1861 kehrte er mit José María Cabral und anderen in sein Land zurück. Er wurde verraten, kam in Haft und wurde am 4. Juli in San Juan de la Maguana hingerichtet. In der Dominikanischen Republik wird sein Geburtstag als día del patricio Francisco del Rosario Sánchez begangen.